# 日夫朗
日夫朗（法語：Givrand，法語發音：[ʒivʁɑ̃]）是法国卢瓦尔河地区大区旺代省的一个市镇，属于莱萨布勒多洛讷区。

## 地理
日夫朗（46°40'17"N, 1°53'5"W）面积11.69 平方千米，位于法国卢瓦尔河地区大区旺代省，该省份为法国西部沿海省份，北起大西洋卢瓦尔省和曼恩-卢瓦尔省，西临大西洋，南至滨海夏朗德省，东部及东南部与德塞夫勒省接壤。
与日夫朗接壤的市镇（或旧市镇、城区）包括：维河畔莱吉永、滨海布雷蒂尼奥勒、勒弗努耶、圣吉勒-克鲁瓦德维、圣雷韦朗。

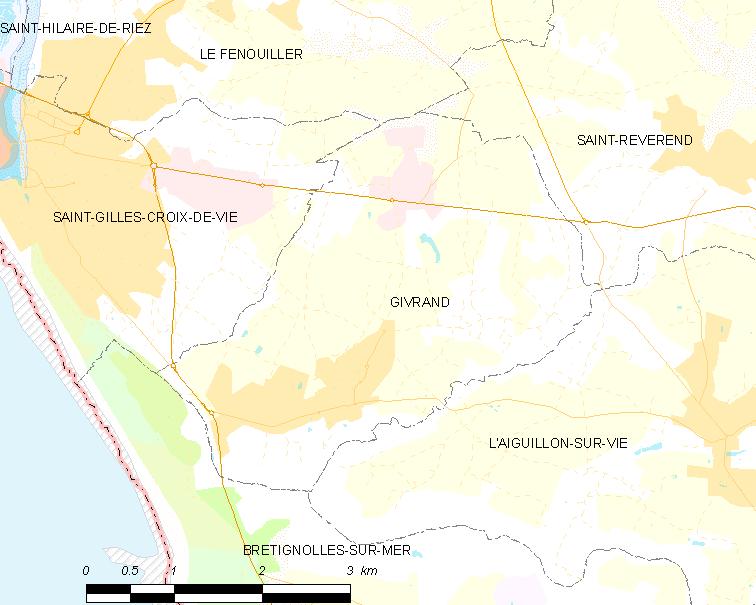
日夫朗的OSM定位图

日夫朗的时区为UTC+01:00、UTC+02:00（夏令时）。

## 行政
日夫朗的邮政编码为85800，INSEE市镇编码为85100。

## 政治
日夫朗所属的省级选区为圣伊莱尔德里耶县。

## 人口

1962-2008年间日夫朗人口变化图示

日夫朗于2022年1月1日时的人口数量为2216人。